# نوک‌صاف گندمی
نوک‌صاف گندمی (نام علمی: Timeliopsis griseigula) گونه‌ای از پرندگان تیرهٔ عسل‌خواران (Meliphagidae) است. در گینه نو یافت می‌شود. زیستگاه طبیعی آن جنگل‌های جلگه‌ای نمناک نیمه‌گرمسیری یا گرمسیری است.